# Andrew Whittington
Andrew Whittington, né le 11 août 1993 à Williamstown, est un joueur de tennis australien, professionnel entre 2011 et 2019.

## Carrière
Il a remporté quatre tournois Challenger en double, deux avec Alex Bolt (Anning et Canberra), un avec Max Purcell (Toyota) et un avec Matthew Ebden (Taipei).
En 2014, il est invité à jouer le double de l'Open d'Australie avec Alex Bolt. Ils éliminent au second tour les numéros 3 mondiaux, Marrero et Verdasco (7-64, 6-3), puis une autre paire espagnole avant de s'incliner face à Daniel Nestor et Nenad Zimonjić en quarts de finale.
En 2016, il remporte six titres ITF dont trois consécutifs à Hong Kong. Il enchaîne sur une finale à Gimcheon et une demi à Lexington. En 2017, il atteint le second tour de l'Open d'Australie en simple et les demi-finales de double associé à Marc Polmans, grâce à des victoires sur trois têtes de série.

## Parcours dans les tournois duGrand Chelem

### En simple
| Année | Open d'Australie | Open d'Australie | Internationaux de France | Internationaux de France | Wimbledon       | Wimbledon       | US Open | US Open |
| ----- | ---------------- | ---------------- | ------------------------ | ------------------------ | --------------- | --------------- | ------- | ------- |
| 2017  | 2e tour (1/32)   | Ivo Karlović     | —                        | —                        | 1er tour (1/64) | Thiago Monteiro | —       | —       |

N.B. : à droite du résultat se trouve le nom de l'ultime adversaire.

### En double
| Année | Open d'Australie             | Open d'Australie          | Internationaux de France | Internationaux de France | Wimbledon                    | Wimbledon            | US Open | US Open |
| ----- | ---------------------------- | ------------------------- | ------------------------ | ------------------------ | ---------------------------- | -------------------- | ------- | ------- |
| 2012  | 1er tour (1/32) Luke Saville | C. Ebelthite M. Matosevic | —                        | —                        | —                            | —                    | —       | —       |
| 2013  | —                            | —                         | —                        | —                        | —                            | —                    | —       | —       |
| 2014  | 1/4 de finale Alex Bolt      | D. Nestor N. Zimonjić     | —                        | —                        | 1er tour (1/32) Alex Bolt    | F. López J. Melzer   | —       | —       |
| 2015  | 1/8 de finale Alex Bolt      | P. Cuevas D. Marrero      | —                        | —                        | —                            | —                    | —       | —       |
| 2016  | 1er tour (1/32) Alex Bolt    | M. Bhupathi G. Müller     | —                        | —                        | —                            | —                    | —       | —       |
| 2017  | 1/2 finale Marc Polmans      | Henri Kontinen John Peers | —                        | —                        | 1er tour (1/32) Marc Polmans | Bob Bryan Mike Bryan | —       | —       |
| 2018  | 1er tour (1/32) Marc Polmans | J. S. Cabal Robert Farah  | —                        | —                        | —                            | —                    | —       | —       |

N.B. : le nom du partenaire se trouve sous le résultat ; le nom des ultimes adversaires se trouve à droite.

### En double mixte
| Année | Open d'Australie            | Open d'Australie            | Internationaux de France | Internationaux de France | Wimbledon | Wimbledon | US Open | US Open |
| ----- | --------------------------- | --------------------------- | ------------------------ | ------------------------ | --------- | --------- | ------- | ------- |
| 2018  | 1er tour (1/16) Ellen Perez | Tímea Babos R. Bopanna      | —                        | —                        | —         | —         | —       | —       |
| 2019  | 2e tour (1/8) Jessica Moore | M. J. Martínez Neal Skupski | —                        | —                        | —         | —         | —       | —       |

N.B. : le nom de la partenaire se trouve sous le résultat ; le nom des ultimes adversaires se trouve à droite.

## Classements ATP en fin de saison
| Année          | 2011 | 2012 | 2013 | 2014 | 2015 | 2016 | 2017 | 2018 |
| Rang en simple | 961  | 772  | 415  | 463  | 582  | 170  | 228  | 597  |
| Rang en double | 698  | 269  | 292  | 103  | 116  | 315  | 76   | 240  |

Source : (en) Classements de Andrew Whittington sur le site officiel de la Fédération internationale de tennis